# Малуев, Борис Яковлевич
Борис Яковлевич Малуев (6 февраля 1929, Сталинград — 24 октября 1990, Ленинград) — советский живописец, монументалист и график, Заслуженный художник РСФСР, член Ленинградского Союза художников.

## Биография
Борис Малуев родился 6 февраля 1929 года в Сталинграде в семье служащих. В 1930—1932 с отцом Малуевым Яковом Устиновичем и матерью Малуевой (Обуховой) Евдокией Яковлевной жил в Москве, в 1932—1937 в Хабаровске и Ленинске на Амуре. В 1937 с родителями возвратился в Сталинград, где пошёл в школу. В 1942 семья была эвакуирована в город Горький, откуда вновь вернулась в Сталинград в 1944 году. В 1944—1946 работал художником Дома Культуры при заводе № 221 в Сталинграде.
В 1946 году Малуев поступил в Саратовское художественное училище. По его окончании в 1948 был направлен для продолжения образования в Ленинград, где три года занимался на отделении мастеров альфрейно-живописных работ при ЛВХПУ. В 1951 поступил на отделение монументально-декоративной живописи ЛВХПУ имени В. И. Мухиной. Занимался у Петра Бучкина, Дмитрия Филиппова, Александра Любимова, Георгия Рублёва, Глеба Савинова, Ивана Степашкина. В 1957 окончил училище, представив дипломную работу — эскиз росписи фасада Музея Великой Октябрьской социалистической революции на тему «Революция 1917 года». После окончания учёбы работал в творческой группе Комбината живописно-оформительского искусства Ленинградского отделения Художественного фонда РСФСР.
С 1957 года участвовал в выставках, экспонируя свои работы вместе с произведениями ведущих мастеров изобразительного искусства Ленинграда. Как живописец-станковист писал исторические и жанровые картины, портреты, пейзажи. В 1960 году был принят в члены Ленинградского Союза художников. В 1960—1961 преподавал на кафедре монументально-декоративной живописи ЛВХПУ имени В. И. Мухиной.
Среди произведений, созданных Борисом Малуевым в станковой живописи, картины «Последние дни Временного правительства» (1958), «Первая конная» (1960), триптих «Кто к нам с мечом придёт» (1961), «Большая нефть», «Астрахань» (обе 1962), «Нефтяники. Молодость», «Донбасс», «Донбасс. Первый день войны» (обе 1964), «Сорок первый год», «Мальчишки», «Дождь», «На Волге», «Выборгская сторона», «На Волге» (все 1965), «Итальянская деревня», «Голубой день. Италия» (обе 1966), «Партизанка», «Волгари» (обе 1967), «Сталинградская весна», «Штаб Октября» (обе 1968), «Нефть», «Буревестник», «Петроград. 1917 год» (все 1969), «Выступление В. И. Ленина у Финляндского вокзала», «Девочка», «Сталинград» (все 1970), «Монтажница», «Портрет жены», «Балтийский матрос Зверев» (все 1971), «Сталинградская битва» (1972), «Ленинградцы. 22 Июня 1941 года» (1975), «Пловдив» (1978), «Девушка и книга» (1977), «Нефтяники Сургута» (1980), «Разведчики Сталинграда» (1983) и другие. Борис Малуев был удостоен почётного звания Заслуженный художник РСФСР. Произведения художника на тему Великой Отечественной войны были отмечены медалью и премией им. Е. В. Вучетича (1987).
Скончался 24 октября 1990 года в Ленинграде на 62-м году жизни. 
Произведения Б. Я. Малуева находятся в Русском музее, Третьяковской галерее, в музеях и частных собраниях в России и за рубежом.

## Выставки
- 1960 год (Ленинград): Выставка произведений ленинградских художников.
- 1960 год (Москва): Советская Россия. Республиканская художественная выставка.
- 1961 год (Ленинград): «Выставка произведений ленинградских художников» открылась в залах Государственного Русского музея .
- 1965 год (Ленинград): Весенняя выставка произведений ленинградских художников.
- 1965 год (Москва): Советская Россия. Вторая Республиканская художественная выставка.
- 1967 год (Москва): Советская Россия. Третья Республиканская художественная выставка.
- 1968 год (Ленинград): Осенняя выставка произведений ленинградских художников.
- 1969 год (Ленинград): Весенняя выставка произведений ленинградских художников.
- 1970 год (Ленинград): Выставка произведений ленинградских художников, посвященная 25-летию победы над фашистской Германией.
- 1972 год (Ленинград): Наш современник. Вторая выставка произведений ленинградских художников.
- 1972 год (Ленинград): По Родной стране. Выставка произведений ленинградских художников.
- 1975 год (Ленинград): Наш современник. Зональная выставка произведений ленинградских художников.
- 1976 год (Москва): Изобразительное искусство Ленинграда.
- 1977 год (Ленинград): Выставка произведений ленинградских художников, посвященная 60-летию Великого Октября.
- 1980 год (Ленинград): Зональная выставка произведений ленинградских художников.